# Fußballnationalmannschaft der Cayman Islands (Frauen)
Die Frauenfußballnationalmannschaft der Cayman Islands repräsentiert die Inselgruppe Cayman Islands im internationalen Frauenfußball. Da der nationale Verband Cayman Islands Football Association Mitglied im Weltverband FIFA und im Regionalverband CONCACAF ist, ist die Mannschaft für die Teilnahme an der Qualifikation zur CONCACAF W Championship berechtigt.

## Geschichte
Das erste Spiel der Geschichte für die Mannschaft, fand am 7. Mai 2000 gegen Jamaika statt und endete mit einer 0:4-Niederlage. Das erste Mal bei einer Qualifikationsrunde trat man dann zu der für den CONCACAF Women’s Gold Cup 2006 an. Mit 1:3 nach Hin- und Rückspiel scheiterte man hier aber bereits in der Vorrunde an den Niederländischen Antillen. An der darauffolgenden Runde nahm man dann wiederum nicht teil. Bei der Qualifikation zur Ausgabe 2014 des Wettbewerbs kam man bei einem 2:2 gegen Bermuda jedoch zumindest zum ersten Punktgewinn. Auch durch den 3:0-Sieg über die Turks- und Caicosinseln sammelte man am Ende vier Punkte, was zumindest für den dritten Platz, jedoch nicht für den Einzug in die nächste Runde reichte.
Bei der Qualifikation zum Wettbewerb im Jahr 2018, trat man aber erneut wieder nicht an. Die nächste Teilnahme war dann erst wieder bei der Qualifikation für die CONCACAF W Championship 2022. Hier setzte es aber auch wieder zwei deutliche Niederlagen, jedoch ebenfalls ein 2:0-Sieg über Grenada, womit man am Ende zumindest auf dem vorletzten Platz der Gruppe stand.

## Weltmeisterschaft
| - 1991: keine Teilnahme, erstes Spiel erst 2000 - 1995: keine Teilnahme, erstes Spiel erst 2000 - 1999: keine Teilnahme, erstes Spiel erst 2000 - 2003: keine Teilnahme, erstes Spiel erst 2000 - 2007: nicht qualifiziert | - 2011: nicht gemeldet - 2015: nicht qualifiziert - 2019: nicht qualifiziert - 2023: nicht qualifiziert |

## CONCACAF W Championship / CONCACAF Women’s Gold Cup
| - 1991: keine Teilnahme, erstes Spiel erst 2000 - 1993: keine Teilnahme, erstes Spiel erst 2000 - 1994: keine Teilnahme, erstes Spiel erst 2000 - 1998: keine Teilnahme, erstes Spiel erst 2000 - 2000: keine Teilnahme, erstes Spiel erst 2000 - 2002: nicht gemeldet | - 2006: nicht qualifiziert - 2010: nicht gemeldet - 2014: nicht qualifiziert - 2018: nicht gemeldet - 2022: nicht qualifiziert |